# 馬德拉邦紋胸鮡
馬德拉邦紋胸鮡，為輻鰭魚綱鯰形目鮡科的其中一種，為熱帶淡水魚類，被IUCN列為瀕危保育類動物，分布於亞洲印度考未立河、Anamalai及Nilgiri丘陵流域，體長可達11.5公分，棲息在山區急流區底層水域，生活習性不明。